# Zurab Hizanisvili
Zurab Hizanisvili (grúzul: ზურაბ ხიზანიშვილი; Tbiliszi, 1981. október 6. –) grúz labdarúgó, jelenleg a Blackburn Rovers játékosa.